# Hrincenkove, Ohtîrka
Hrincenkove (în ucraineană Грінченкове) este localitatea de reședință a comunei Hrincenkove din raionul Ohtîrka, regiunea Sumî, Ucraina.

## Demografie
Componența lingvistică a localității Hrincenkove
     Ucraineană (96,68%)
     Rusă (1,81%)
     Alte limbi (0,91%)
Conform recensământului din 2001, majoritatea populației localității Hrincenkove era vorbitoare de ucraineană (96,68%), existând în minoritate și vorbitori de rusă (1,81%).